# Condado de Jackson (Kansas)
O Condado de Jackson é um dos 105 condados do stado americano de Kansas. A sede do condado é Holton, e sua maior cidade é Holton. O condado possui uma área de 1 704 km² (dos quais 6 km² estão cobertos por água), uma população de 12 657 habitantes, e uma densidade populacional de 7 hab/km² (segundo o censo nacional de 2000). O condado foi fundado em 11 de fevereiro de 1859.